# Iivari Kyykoski
Iivari Kyykoski, né le 16 février 1881 à Luvia et mort le 8 décembre 1959 à Helsinki, est un gymnaste artistique finlandais.

## Carrière
Iivari Kyykoski participe aux Jeux olympiques de 1908 à Londres où il est médaillé de bronze du concours général par équipes.